# Slovenska kultura
Slovenska kultura je kultura Slovencev, južnoslovanske etnične skupine. Kljub majhni velikosti Slovenije je njena kultura izredno raznolika, saj obsega južni del Srednje Evrope, predstavlja stičišče Slovanske, Germaniske in Romanske kulture in zajema ozemlja vzhodnih Alpe, Jadranskega morja, Panonske nižine in dela Balkanskega polotoka.
Ozemlje Slovenije je bilo skozi zgodovino dom številnih civilizacij, vključno s prazgodovinskimi naseljenci in predvsem Rimljani, Germanskimi kulturami ter predvsem zahodnimi in južnimi Slovani. S sodobnega vidika so narodi, ki so vplivali na sodobno identiteto in kulturo Slovenije Slovenci, Avstrijci (posebnoBavarci), Italijani (posebno Benečani), Madžari in slovanski sorodniki. Različni deli države so bili deli znanih evropskih imperialnih držav. Med načine izražanja slovenske kulture štejejo zgodovina, ljudje, glasba in ples, literatura, kulinarika, tradicija, mitologija, šport, umetnost, film, gledališče, spomeniki in simboli.

Predniki Slovencev, slovanski prebivalci vzhodnih Alp, imenovani Karantanci, so bili prvi slovanski narodi v zgodovini, ki so ustvarili kneževino z imenom Karantanija, njihova prisotnost pa se še danes čuti v Furlaniji v Italiji in južni Avstrija. Druga pomembna kulturna identiteta so Brižinski spomeniki, prvo neprekinjeno besedilo v latinici v slovanskem jeziku in najstarejši dokument v slovenščini, zapisano okoli leta 1000. Slovenija je tudi dom številnih mest Unescove svetovne dediščine, pomemben dejavnik kulture je tudi Rimskokatoliška vera, Slovenci pa so eden prvih pokristjanjenih slovanskih narodov.
.

## Likovna umetnost in arhitektura
Najpomembnejši slovenski slikarji so Anton Ažbe, Ivana Kobilca, Rihard Jakopič, Božidar Jakac, Avgust Černigoj in Zoran Mušič. Najbolj priznana slovenska arhitekta sta Jože Plečnik in Max Fabiani.

## Glasba
V Sloveniji so znani številni glasbeniki in skladatelji, med drugim renesančni skladatelj Jacobus Gallus (1550-1591), čigar delo je imelo velik vpliv na srednjeevropsko klasično glasbo, in virtuozni violist Giuseppe Tartini. 
Davorin Jenko velja za očeta slovenske narodne glasbe, Risto Savin pa je ustvaril nacionalno operno tradicijo. Gregor Gojmir Krek je v začetku 20. stoletja v državo uvedel mednarodne vplive, sledili pa so mu Marij Kogoj, Slavko Osterc in Lucijan Marija Skerjanc. 
V 20. stoletju je bil Bojan Adamič najvplivnejši skladatelj glasbe, Ivo Petrić (rojen 16. junija 1931) pa skladatelj evropske klasične glasbe. 
Nekateri vidnejši sodobni glasbeni umetniki so: Slavko Avsenik, Laibach, Vlado Kreslin, Pero Lovšin, Pankrti, Zoran Predin, Lačni Franz ter glasbene skupine New Swing Quartet, DJ Umek, Valentino Kanzyani, Siddharta, Big Foot Mama, Terrafolk, Katalena, Magnifico. 

## Gledališče in kino
Slovenska kinematografija ima več kot stoletno tradicijo, v okviru katere so pomembnejši in bolje poznani Karol Grossmann, Janko Ravnik, Ferdo Delak, France Štiglic, Mirko Grobler, Igor Pretnar, France Kosmač, Jože Pogačnik, Matjaž Klopčič, Jane Kavčič in Jože Gale. Filmski režiserji Janez Burger, Jan Cvitkovič, Damjan Kozole, Janez Lapajne in Maja Weiss so predstavniki tako imenovane "slovenske kinematografske renesanse".

## Znanost in tehnologija
Med drugimi znanimi Slovenci so še kemik in nobelovec Friderik Pregl, zdravnik Josip Stefan, filozofa Slavoj Žižek in Milan Komar, jezikoslovec Franc Miklošič, zdravnik Anton Marko Plenčič, matematik Jurij Vega, sociolog Thomas Luckmann, teolog Anton Strle in inženir Herman Potočnik. 

## Šport
Tako kot v večini držav po svetu je tudi v Sloveniji najbolj priljubljen šport nogomet, sledita mu košarka in hokej na ledu. Nogometni in košarkarski reprezentanci sta si zagotovili nastop na ustreznih svetovnih prvenstvih leta 2010. Na olimpijskih igrah so Slovenci osvojili že 15 medalj na poletnih in 7 na zimskih olimpijskih igrah.